# 永安桥 (德清)
30°27′26.62″N 120°2′42.86″E / 30.4573944°N 120.0452389°E
永安桥是浙江省湖州市德清縣境內的一座古橋，位於德清縣三合乡下杨村。桥梁为单孔拱桥，年代据县志载为宋代。永安桥于2005年3月16日与其余十二座古桥被浙江省人民政府以德清古桥群的名义公佈列為浙江省省級文物保護單位，2013年5月被國務院列為第七批全國重點文物保護單位。

## 結構
永安桥為单孔石拱桥，全长17.3米，净跨6米，矢高2.7米，坡脚宽2.8米。桥梁使用武康石修筑，拱券分为5节，以分节并列法砌筑。